# Мосакі-Рукле
Мосакі-Рукле (пол. Mosaki-Rukle) — село в Польщі, у гміні Красне Пшасниського повіту Мазовецького воєводства.
Населення — 90 осіб (2011).
У 1975-1998 роках село належало до Цехановського воєводства.

## Демографія
Демографічна структура станом на 31 березня 2011 року:
|          | Загалом | Допрацездатний вік | Працездатний вік | Постпрацездатний вік |
| -------- | ------- | ------------------ | ---------------- | -------------------- |
| Чоловіки | 41      | 13                 | 27               | 1                    |
| Жінки    | 49      | 9                  | 29               | 11                   |
| Разом    | 90      | 22                 | 56               | 12                   |